# Syn Lassie
Syn Lassie (ang. Son of Lassie) – amerykański film familijny z 1945, będący kontynuacją filmu Lassie, wróć! z 1943 roku, opowiadającym o psie imieniem Lassie.

## Opis fabuły
Trwa II wojna światowa. Joe Carraclough planuje wstąpić do RAF-u, by wziąć udział w walce z wrogiem. W domu pozostawia psa Lassie i jej syna, Laddiego. Laddie podąża jednak za nim i chowa się w samolocie, którym Joe udaje się do szkoły lotniczej. Maszyna zostaje zestrzelona nad terytorium wroga. Laddie pomaga panu wydostać się z opresji.

## Obsada
- Peter Lawford – Joe Carraclough
- Donald Crisp – Sam Carraclough
- June Lockhart – Priscilla
- Nigel Bruce – książę Radling
- William Severn – Henrik
- Leon Ames – Anton
- Donald Curtis – sierżant Eddie Brown